# 五十人山
五十人山（ごじゅうにんやま）は、福島県双葉郡葛尾村と田村市にまたがる阿武隈高地に属する山。 標高883m。うつくしま百名山に選ばれている。

## 概要
五十人山は、阿武隈高地に属する山で、福島県双葉郡葛尾村と田村市（旧田村郡都路村）との境界に位置し、市村境上の北峰（標高873m）と、それより約200m南方の南峰（標高883m）を有する双耳峰である。
五十人山という名前の由来は、坂上田村麻呂が蝦夷平定の際に山頂の大石に家臣五十人を座らせ戦略を練ったからとするという説や、人に見える大石が山頂に五十個あるからとする説がある。山容はなだらかで、山頂付近は葛尾村の村花であるツツジが群生する草原となっている。
山頂からは、近くは鎌倉岳、竜子山、移ヶ岳、日山などの阿武隈山系の山々、遠くは安達太良・吾妻連峰を望むことができる。

## 登山口
- 西ノ内登山口（所在：双葉郡葛尾村大字落合字西ノ内）
山頂まで約3km、1時間20分程度。登山口に隣接して自動車20台程度の駐車可能なスペースがある。登山道はよく整備されており、明瞭である。登山口近くに所在する葛尾村宿泊交流館せせらぎ荘で入浴が可能である。
- 湯ノ平登山口（所在：双葉郡葛尾村大字野川字湯ノ平）
登山口から山頂まで約3km、1時間20分程度。登山口付近に自動車数台分の駐車スペースがある。登山口から登山道にかけては、笹などが伸び荒れ気味の箇所が多い。
- 持藤田登山口（所在：田村市都路町岩井沢字持藤田）
登山口から山頂まで約1km、15分程度。田村市都路町に所在する五十人山キャンプ場内に登山口がある。